# Ranunculus triangularis
Ranunculus triangularis är en ranunkelväxtart som beskrevs av Wen Tsai Wang. Ranunculus triangularis ingår i släktet ranunkler, och familjen ranunkelväxter. Inga underarter finns listade i Catalogue of Life.